# Sergio Martín
Sergio Román Martín Galán (Galapagar, 13 dicembre 1996) è un ex ciclista su strada spagnolo, è stato professionista dal 2020 al 2023.

## Palmarès

### Strada
- 2016 (Bicicletas Rodríguez-Extremadura, una vittoria)

2ª tappa Vuelta a Bidasoa (Hendaye > Hondarribia)
- 2019 (Caja Rural-Seguros RGA U23, due vittorie)

2ª tappa Vuelta a Segovia (Torrecaballeros > Segovia)
Classifica generale Vuelta a Segovia
Clásica Ciudad de Torredonjimeno

## Piazzamenti

### Grandi Giri
- Vuelta a España

2021: ritirato (9ª tappa)

### Classiche monumento
- Giro di Lombardia

2022: ritirato